# Стенбек, Кристина
Кристина Мейвилл Стенбек (швед. Cristina Mayville Stenbeck; род. 27 сентября 1977, Нью-Йорк) — шведско-американская предпринимательница. Она является основным владельцем и бывшим исполнительным директором инвестиционной компании AB Kinnevik, одной из крупнейших семейных компаний в Швеции.

## Ранние годы
Стенбек родилась в Нью-Йорке в семье шведского промышленника и предпринимателя Яна Стенбека (1942—2001) и американки Меррилл Маклеод. Всего у её родителей было четверо детей: Кристина, Хуго, Софи и Макс. Кристина Стенбек является внучкой Хуго Стенбека (1890—1977), шведского промышленника и адвоката, который был одним из основателей семейной инвестиционной компании AB Kinnevik.
Стенбек училась в школе Святого Андрея в штате Делавэр (где она позже стала попечителем). Окончила Джорджтаунский университет в Вашингтоне со степенью бакалавра в 2000 году в возрасте 22 лет.

## Карьера
Стенбек начала свою бизнес-карьеру начал в 1997 году, после того, как она вошла в правление Invik & Co, в то время финансовой дочерней компании Kinnevik. Стенбек взяла на себя руководство компанией в 2003 году, когда она стала вице-председателем AB Kinnevik, позже став председателем в 2007 году. В 2016 году она ушла с поста председателя Kinnevik, чтобы сосредоточиться на своей роли главного владельца, уделяя основное внимание инвестициям, преимущественно в области интернет-коммерции.
В течение следующего десятилетия после 2003 года Стенбек провела успешные изменения в Kinnevik, консолидировав собственность компании и упростив корпоративную структуру. Она также продала периферийные предприятия, для того чтобы снизить долговую нагрузку и повысить прозрачность компании.
Под её руководством глобальная сеть Kinnevik расширилась. В настоящее время компания работает в более чем 80 странах в сфере связи, развлечений, СМИ и электронной коммерции, с такими известными брендами как Tigo, Теле2, Viasat и Zalando, входящими в состав фирмы.
В начале 2014 года Стенбек была назначена председателем правления интернет-магазина одежды Zalando. Она также взяла на себя роль председателя в крупной телекоммуникационной компании Millicom в мае 2014 года. Она также присоединилась к внешним советам Spotify и Babylon.
Стенбек является членом правления фонда «Reach for Change», содействующему социальному предпринимательству и предпринимательской деятельности в Африке, Скандинавии, России и СНГ. Она также работает в благотворительном фонде Хуго Стенбека вместе с сестрой Софи и братом Максом.

## Награды и премии
В апреле 2012 года Стенбек получила награду шведского Королевского патриотического общества — бизнес-медаль «За выдающиеся предпринимательство». В ноябре 2012 года она получила премию «Золотой молоток» за ведущую роль в качестве председателя листинговой компании. В 2016 году она была названа европейским менеджером года по версии Европейской бизнес-прессы (EBP).

## Личная жизнь
Стенбек была замужем за английским бизнесменом Александром Фитцгиббонсом с сентября 2005 года. У неё три дочери и один сын. Долгое время жила в Лондоне, но в 2015 году решила переехать в Стокгольм.